# جوزيف سينكي
مناضل سيراليونى تمكن هو وزملاءه من تغيير تاريخ تجارة العبيد بعد حادثته الشهيرة على المركب أميستاد.